# Злотогловиці
Злотогловиці (пол. Złotogłowice, нім. Groß Neundorf) — село в Польщі, у гміні Ниса Ниського повіту Опольського воєводства.
Населення — 744 особи (2011).

## Демографія
Демографічна структура станом на 31 березня 2011 року:
|          | Загалом | Допрацездатний вік | Працездатний вік | Постпрацездатний вік |
| -------- | ------- | ------------------ | ---------------- | -------------------- |
| Чоловіки | 366     | 75                 | 252              | 39                   |
| Жінки    | 378     | 56                 | 240              | 82                   |
| Разом    | 744     | 131                | 492              | 121                  |